# Adler Nature
Die Adler Nature, Eigenschreibweise ADLER nature, ist ein Fahrgastschiff der Reederei Adler-Schiffe. Es wird von der Reederei im Sommerhalbjahr zwischen Wismar und der Insel Poel eingesetzt. Das barrierefreie Tagesausflugsschiff ist vollelektrisch angetrieben.

## Geschichte
Die Adler Nature wurde bei der Lux-Werft in Mondorf am Rhein gebaut. Sie wurde ab dem 14. März 2024 auf eigenem Kiel von der Lux-Werft nach Wismar überführt. Die Reiseroute führte den Rhein entlang über IJsselmeer und Nordsee nach Hamburg, wo das Schiff vorgestellt wurde. Anschließend ging es über Elbe, Nord-Ostsee-Kanal und Ostsee weiter nach Wismar.
Die Adler Nature wurde Mitte April 2024 in Dienst gestellt. Sie wird im Sommerhalbjahr von der Reederei Adler-Schiffe zwischen Wismar und Kirchdorf auf der Insel Poel eingesetzt. Im Winterhalbjahr bietet die Hamburger Reederei Kapitän Prüsse das Schiff für Charterfahrten im Hamburger Hafen an.

## Das Schiff
Das Schiff ist 32 Meter lang, 9 Meter breit. Es verfügt über eine Transportkapazität von 250 Passagieren und hat 50 Fahrradstellplätze, um den Fahrradtourismus in der Region zu unterstützen. Es wird von einem Elektromotor mit 240 kW Leistung angetrieben. Der Motor wirkt auf eine Propellergondel an. Das Schiff erreicht eine Geschwindigkeit von 16 Kilometern pro Stunde. Ohne Laden sollen die Akkumulatoren für mehr als sechs Stunden Fahrt reichen. Das Schiff ist mit einem als Wasserstrahlantrieb ausgelegten Bugstrahlruder ausgestattet. Für die Stromversorgung stehen Lithium-Ionen-Akkumulatoren mit einer Kapazität von 1440 Kilowattstunden zur Verfügung. Diese werden durch Solarzellen auf dem Oberdeck ergänzt.
Das Schiff verfügt über zwei Passagierdecks, ein größtenteils geschlossenes Deck auf dem Hauptdeck und ein teilweise überdachtes Deck auf dem Oberdeck.